# Шипов, Александр Павлович (экономист)
Алекса́ндр Па́влович Ши́пов (1800 — 12 [24] ноября 1878, Москва) — действительный статский советник, публицист и экономист, основатель журнала «Вестник Промышленности», председатель биржевого и ярмарочного Комитетов Нижегородской ярмарки.

## Биография
Родился в родовой усадьбе селе Бельково Солигаличского уезда Костромской губернии. Семья Шиповых дала для России немало добрых деятелей. У Александра было четыре брата и четыре сестры: Сергей (1790—1876), Иван (1793—1845), Мария (1792—1874), Надежда (1795—1877), Елизавета (1796—1883), Домна (1802—1862), Дмитрий (1805—1882) и Николай (1806—1887).
Поступил учиться в Институт корпуса инженеров путей сообщения, но вынужден был уйти до его окончания, вследствие дуэли с одним из преподавателей. После этого поступил на службу в Преображенский полк, где прослужил 10 лет.
По предложению министра Государственных имуществ, А. П. Шипов занял должность управляющего Палатой Государственных Имуществ Костромской губернии. В Костроме Шипов основал механический завод с русскими техниками, работавший из русских материалов, и несколько других промышленных предприятий.
Впоследствии, будучи председателем Московских отделений Коммерческого и Мануфактурного Советов, Шипов принимал деятельное участие в рассмотрении многих экономических вопросов. В частности, в 1857 году протестовал против «внезапного» понижения ввозного таможенного тарифа, считая, что это нанесло чувствительный удар русской промышленности и торговле, настаивая, чтобы впредь «вопросы об изменениях тарифа решались гласно».

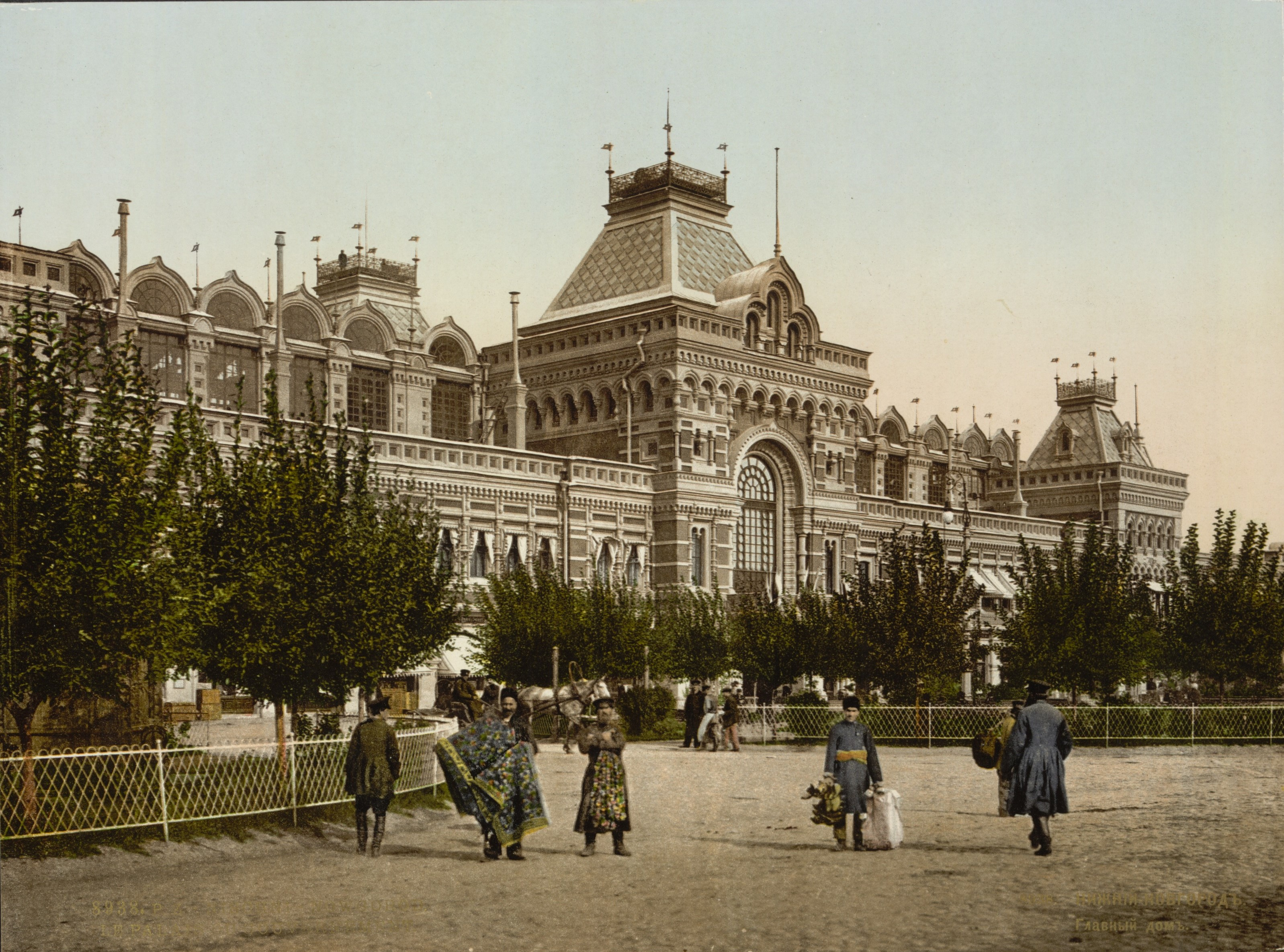
Главный ярмарочный дом Нижегородской ярмарки. Фото XIX века

В последнее время своей жизни Шипов состоял председателем Нижегородского ярмарочного комитета. На этой должности много содействовал благоустройству Нижегородской ярмарки и организации ярмарочной статистики. По его представлениям и ходатайствам на ярмарке были проведены водопроводы, торговцы получили право приобретения в личную собственность торговых помещений и т. д.
По инициативе А. П. Шипова в Петербурге было открыто «Общество для содействия русской промышленности и торговли», в котором он состоял вице-президентом и почётным членом. Он же основал журнал «Вестник Промышленности».
Его публицистическим и научным трудам, а также общественной деятельности были посвящены:
- «Очерки деятельности А. П. Шипова, председателя биржевого и ярмарочного Комитета в Нижнем Новгороде» («Народная Газета», СПб., 1866 г.; прил., с портретом)
- «Об обеде в честь Шипова» («Московские Ведомости», 1867, № 192
- «Письмо по поводу обеда в честь Шипова» («Народный Голос», 1867, № 44

Некрологи А. П. Шипова в 1878 году опубликовали «Биржевые Ведомости» (№ 326, отдел «Хроника») и «Новое Время» (№ 976).

## Экономические труды
А. П. Шипов написал большой ряд статей, посвящённых развитию русской фабричной промышленности и торговли, заслужив международный авторитет как одного из лучших практических знатоков России по этим вопросам (биограф отмечает соответствующую ссылку на А. П. Шипова, которую делает в своём сочинении Гакстгаузен). В числе работ А. П. Шипова:
- «Хлопчатобумажная промышленность и важность её значения в России» (в 2-х отд., М.: 1857—1858 или 1877—1878);
- «Влияние на промышленность свободного и обязательного труда» («Вестник Промышленности», 1859, № 4);
- «О недостатке денежных знаков в обращении народном, затрудняющем внутреннюю торговлю, и о средствах к устранению затруднения» («Биржевые Ведомости», 1861, № 140 и 141);
- «О значении внутренней и внешней торговли вообще и особенно в России» («Вестник Промышленности», 1861, т. XIII, № 7 и 8);
- «Опыт изложения финансовой науки»;
- «Очерк жизни и государственной деятельности графа Канкрина» Архивная копия от 20 октября 2016 на Wayback Machine — СПб., 1866. — 42 с.;
- «Обзор оснований рационального тарифа, примененного к потребностям России» (СПб., 1868);
- «Реформа нашей кредитной системы с установлением наибольшей правильной свободы банков или устранения давления плутократии» (СПб., 1874);
- «О средствах к устранению наших экономических и финансовых затруднений» (СПб., 1866).